# テレビ東京月曜7時30分枠の連続ドラマ
テレビ東京月曜7時30分枠の連続ドラマ（テレビとうきょうげつようしちじさんじゅっぷんわくのれんぞくドラマ）は、テレビ東京系列にて過去3期にわたって毎週月曜19時30分枠（JST）に放送されたテレビドラマの枠である。

## 歴史
初作品は1976年10月に放送開始した『バトルホーク』で1977年3月まで半年間放送。同年4月より3か月間『忍者キャプター』の再放送をもって中断する。
1980年7月より火曜19:30枠から移動した『ぼくら野球探偵団』で枠再開。同年10月期の『ときめき十字星』で再び廃枠となる。
7年後の1987年4月より『パパこげてるョ!』が放送開始。以後の4作品は料理ドラマシリーズと呼ばれ、1989年9月終了の『夢通りエプロン亭』まで2年6か月間続いた。

## 放送作品一覧

### 第1期
- バトルホーク（1976年10月4日 - 1977年3月28日）
- 忍者キャプター 再放送（1977年4月4日 - 1977年6月） - 土曜19:00枠から移動。

### 第2期
- ぼくら野球探偵団（1980年7月14日 - 1980年9月22日） - 火曜19:30枠から移動。
- ときめき十字星（1980年10月6日 - 1980年12月29日） - 火曜19:30枠へ移動し3分縮小。

### 第3期
- パパこげてるョ!（1987年4月6日 - 1987年9月7日）
- 新・パパこげてるョ!（1987年10月5日 - 1988年3月28日）
- OH!キッチン家族（1988年4月4日 - 1989年3月20日）
- 夢通りエプロン亭（1989年4月10日 - 1989年9月11日）

| 東京12チャンネル 月曜 19:30 - 20:00                                      | 東京12チャンネル 月曜 19:30 - 20:00                                    | 東京12チャンネル 月曜 19:30 - 20:00                                     |
| 前番組                                                                   | 番組名                                                                 | 次番組                                                                  |
| ------------------------------------------------------------------------ | ---------------------------------------------------------------------- | ----------------------------------------------------------------------- |
| 野生アニマル （1976年7月5日 - 1976年9月29日） 【火曜19:00に移動】        | テレビ東京月曜7時30分枠の連続ドラマ （1976年10月4日 - 1977年3月28日）  | 対決!スーパーカークイズ （1977年7月4日 - 1978年10月2日）                |
| 森の陽気な小人たちベルフィーとリルビット （1980年1月7日 - 1980年7月7日） | テレビ東京月曜7時30分枠の連続ドラマ （1980年7月14日 - 1980年12月29日） | 月曜スペシャル（第1期） （1981年1月5日 - 1981年3月16日） ※19:00 - 20:00 |
| テレビ東京 月曜 19:30 - 20:00                                            |                                                                        |                                                                         |
| Oh!ファミリー （1986年10月6日 - 1987年3月30日）                          | テレビ東京月曜7時30分枠の連続ドラマ （1987年4月6日 - 1989年9月11日）   | 花嫁するの本当ですか （1989年10月16日 - 1990年3月26日）                 |